# Ідріс IV
Ідріс IV (*д/н —1700/1704 або 1711) — 30-й маї (володар) і султан Борну в 1680/1684—1700/1704 або 1694—1711 роках.

## Життєпис
Походив з Другої династії Сейфуа. Син маї Алі II. Після смерті останнього, що сталася за різними відомостями 1680, 1684 або 1694 року, посів трон Борну.
Стосовно панування Ідріса IV відомостей обмаль. Є окремі свідчення, що завершив приборкання коророфа, яке стало платити данину Борну. В іншому зберігав мир з сусідами та владу над підкореними й залежними народами і державами, насамперед султанатом Канно, туарегами і тубу. Вів війни з султанатом Агадес.
Помер Ідріс IV за різними відомостями 1700, 1704 або 1711 року. Йому спадкував брат Дунама VII.